# تمارا باخ
تمارا باخ (بالألمانية: Tamara Bach)‏ هي كاتِبة ألمانية، ولدت في 18 يناير 1976 في ليمبورغ أن در لان في ألمانيا.

## وصلات خارجية
- تمارا باخ على موقع مونزينجر (الألمانية)